# آکیل جولین
آکیل جولین (انگلیسی: Akiel Julien؛ زادهٔ ۳۱ اکتبر ۱۹۹۶) یک بازیگر گرانادایی-کانادایی است. او برای بازی در نقش لاتروی در سریال درام نوجوانان گام بعدی شناخته می‌شود، که برای آن نامزد جایزه فیلم کانادایی برای بهترین اجرا در برنامه یا سریال کودک یا نوجوان در ششمین دوره جوایز اسکرین کانادا در سال ۲۰۱۸ شد.